# Tom Virtue
Tom Virtue est un acteur et monteur américain né le 19 novembre 1957 à Sherman, Texas (États-Unis).

## Filmographie
(janvier 2023).

### Comme acteur

#### Cinéma
- 1982 : Tex : Bob Collins
- 2000 : Droit au cœur (Return to Me) : Dr. Senderak
- 2000 : Joseph: King of Dreams (vidéo) : Reuben (voix)
- 2001 : Les Joies du mariage (The Big Day) : Tom
- 2004 : Hair Show : Agent Scott
- 2005 : Trust Me (en) : Basil Fogarty
- 2005 : Cris et coups de pieds (Kicking & Screaming) : Track & Field Coach
- 2009 : L'Abominable Vérité : Le Pilote du Ballon
- 2018 : Green Book : Sur les routes du sud (Green Book) de Peter Farrelly : Morgan Anderson
- 2022 : To Leslie de Michael Morris (en) : Leslie's Father Raymond
- 2023 : Big George Foreman de George Tillman Jr. : Johnny Carson

#### Télévision
- 1991 : Seeds of Tragedy : Policeman
- 1992 : Majority Rule : New Hampshire reporter
- 1993 : The Building : Stanley
- 1995 : The Bonnie Hunt Show : Tom Vandoozer
- 1995 : Charmed saison 7 "Charmageddon" un homme se disputant avec un policier
- 1996 : Liaison impossible (For My Daughter's Honor)
- 1997 : Under Wraps  : Movie Dad
- 1998 : Brink! : Science Teacher
- 1999 : X-Files (épisode Bienvenue en Arcadie) : Dave Kline
- 1999 : Complot génétique (The Darwin Conspiracy)  : Dr. Jim Meyer
- 1999 : Dorothy Dandridge (Introducing Dorothy Dandridge): Miami Comic
- 1999 : Le Ranch du bonheur (Horse Sense): Investment Banker
- 2000 : Miracle sur la deuxième ligne  : Announcer
- 2000 : Malcolm (Saison 1, Épisode 3) : Le Prêtre
- 2003 : Alertes à la bombe (Detonator): Fred Bizzert
- 2003 :  Monk - Saison 2, épisode 3 (Monk joue les arbitres (Mr. Monk Goes to the Ballgame) ) : le second coach
- 2003 : Drôles de vacances : Steve Stevens
- 2005 : Jane Doe: Vanishing Act  : Trevor Martin
- 2006 : Read It and Weep : Ralph Bartlett
- 2007 : Un grand-père pour Noël (A grandpa for Christmas): George
- 2010 : Victorious : Joey Ferguson
- 2011 : Cold Case : Affaires classées (Cold Case)
- 2011 : Noël au Far West (Love's Christmas Journey) : Mr. Bersen

### Comme monteur
- 2004 : CMT Got Me in with the Band (série TV)